# Фёдоровский сельский совет (Харьковская область)
Фёдоровский сельский совет — упразднённая административная единица в составе Великобурлукского района Харьковской области Украины.
Административный центр сельского совета находился в посёлка Фёдоровка.

## История
- 1989 год — образован.
- 2020 год — упразднён и включён в состав Ольховатской сельской общины.

## Населённые пункты совета
- посёлок Фёдоровка
- село Должанка
- посёлок Курганное
- посёлок Николаевка
- село Слизнево